# Rutger van Barneveld
Rutger van Barneveld (Tiel, 13 augustus 1990) is een Nederlandse zanger, voornamelijk bekend van zijn deelname aan het programma Ik geloof in mij, van januari 2013 tot 7 mei 2014 op Omroep Gelderland en vanaf oktober 2020 op SBS6. Zijn grootste hit was 'Helena' in 2013, waar in 2021 een nieuwe versie van uitkwam: 'Helena 2.0'.

## Discografie
| Single                                               | Jaar van verschijnen |
| ---------------------------------------------------- | -------------------- |
| Een dag uit duizend dromen                           | 2013                 |
| Helena                                               | 2013                 |
| Omdat het zo mag zijn                                | 2013                 |
| Engel op aard                                        | 2019                 |
| Lieveling                                            | 2019                 |
| Blijf bij mij (SBS6 Ik Geloof In Mij)                | 2020                 |
| Helena 2.0                                           | 2021                 |
| Zing, Feest en Dans elke Dag (SBS6 Ik Geloof In Mij) | 2021                 |

## Trivia
- Van Barneveld was in 2021 en 2022 te zien in het SBS6-programma De Alleskunner VIPS.
- In 2022 was Van Barneveld als deelnemers-duo met René le Blanc te zien in Code van Coppens: De wraak van de Belgen.
- In 2023 was Van Barneveld als deelnemers-duo met René le Blanc te zien in The Big Bang.